# Paul Kewley
Paul Kewley (* Juni 1970 in Offenham, Worcestershire) ist ein britischer Filmproduzent.

## Leben
Paul Kewley startete seine Karriere als Fotograf für Motorsportrennen und erhielt dann eine Anstellung als Fernsehproduzent bei Yorkshire TV in Leeds. 1995 ging er an die University of Southern California, wo er ein Stipendium des Peter Stark Producing Program bekam. Er begann dann zunächst in den Vereinigten Staaten zu arbeiten, ging jedoch 2009 zurück nach Großbritannien um sich Aardman Animations als Filmproduzent anzuschließen.
Seine erste große Produktion war der erste Shaun-das-Schaf-Film 2015. Er produzierte anschließend den Fernsehkurzfilm Shaun das Schaf – Die Lamas des Farmers (2015) und Early Man – Steinzeit bereit (2018).
2016 gründete er mit PEK Productions seine eigene Produktionsgesellschaft.
Als Produzent von Shaun das Schaf – UFO-Alarm (2019) erhielt er eine Oscar-Nominierung für den Besten animierten Spielfilm bei der Oscarverleihung 2021, ging jedoch leer aus.

## Filmografie
- 2011: Charge (Dokumentarfilm)
- 2015: Shaun das Schaf – Der Film (Shaun the Sheep Movie)
- 2015: Shaun das Schaf – Die Lamas des Farmers (Shaun the Sheep: The Farmer’s Llamas)
- 2018: Early Man – Steinzeit bereit (Early Man)
- 2019: Shaun das Schaf – UFO-Alarm (A Shaun the Sheep Movie: Farmageddon)